# Ramazan Dincer
Ramazan Dincer (* 3. April 1990) ist ein deutscher Poolbillardspieler.

## Karriere
Im August 2006 erreichte Ramazan Dincer bei der Jugend-Europameisterschaft den dritten Platz im 9-Ball und wurde mit der deutschen Schüler-Mannschaft Vizeeuropameister.
Im September 2008 gelang ihm bei den Netherlands Open erstmals der Einzug in die Finalrunde eines Euro-Tour-Turniers. In der Runde der letzten 32 schied er gegen den Russen Konstantin Stepanow aus. Einen Monat später schied er bei den Swiss Open ebenfalls im Sechzehntelfinale aus. Bei den French Open 2009 erreichte er das Achtelfinale und unterlag dort dem Serben Šandor Tot nur knapp mit 8:9.
2009 wechselte Dincer, der zuvor mit dem PBC Schwerte 87 in der 2. Bundesliga gespielt hatte, zum Erstligisten BC Oberhausen, mit dem er von 2010 bis 2014 fünfmal in Folge Deutscher Meister wurde. Anschließend kehrte er zum PBC Schwerte zurück, mit dem er in der Saison 2014/15 ebenfalls Deutscher Meister wurde.